# Бразильская магнитная аномалия
Бразильская магнитная аномалия (БМА) — магнитная аномалия Земли в Южном полушарии, у берегов Бразилии и Южной Африки. В ряде источников Бразильскую и Кейптаунскую аномалии объединяют в Южно-атлантическую [магнитную] аномалию (ЮАА, ЮАМА).

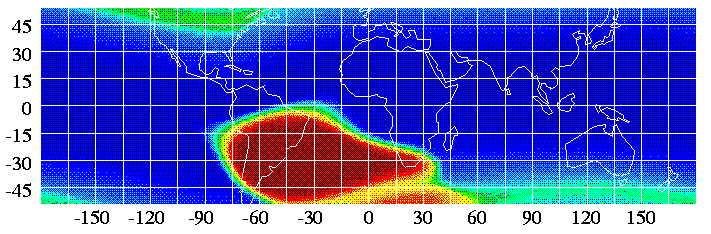
Южно-атлантическая аномалия на высоте приблизительно 560 км

В физике космических лучей БМА играет очень важную роль, влияя на потоки высокоэнергетичных заряженных частиц в околоземном космическом пространстве.
Из всех магнитных аномалий Земли наиболее значительное влияние на потоки частиц (космических лучей) оказывает БМА. В этой области величина магнитного поля на уровне моря такая, как на высоте порядка 1000 км вне аномалий. Поскольку БМА отрицательна и располагается на низких широтах, в этом районе происходит не только опускание зеркальных точек частиц[прояснить], но и провисание дрейфовых оболочек[прояснить] к Земле. Радиальные градиенты потоков частиц на расстояниях L < 2 радиусов Земли, соответствующих этой аномалии, очень велики (крутая внутренняя кромка радиационного пояса Земли), и указанное провисание дрейфовых оболочек приводит к значительному росту потоков частиц, связанному с увеличением L при переходе от границ к центру аномалии (на заданной высоте). В отличие от отрицательных магнитных аномалий на более высоких широтах (Кейптаунской и Беринговой), Бразильская аномалия оказывает сильное влияние на потоки частиц в гораздо более широком диапазоне питч-углов, практически полностью опустошая оболочки с L < 1,1 в течение одного дрейфового периода.
Говоря проще, магнитосфера Земли как кожура апельсина защищает её от вредных воздействий извне, а БМА представляет собой глубокую вмятину на кожуре, все объекты на низкой орбите Земли (находящиеся как бы под кожурой), проходя через БМА (вмятину на кожуре), выходят из-под защиты магнитосферы и становятся беззащитными перед разрушающими потоками из космоса. Именно поэтому все аппараты приостанавливают свою работу, пролетая над БМА.
Наблюдения орбитальным телескопом «Хаббл» из-за повышенного уровня радиации невозможны тогда, когда телескоп пролетает над этой аномалией.